# Pelham (Caroline du Nord)
Pelham est une communauté non constituée en municipalité dans le nord-ouest du comté de Caswell en Caroline du Nord à la frontière entre la Caroline du Nord et la Virginie. Elle est souvent considérée comme une banlieue de Danville, Virginie. Pelham est situé le long de Pelham Loop Road près du terminus est de la NC 700 et de l'US 29 (future Interstate 785). Elle est nommée en hommage au colonel confédéré John Pelham, connu comme « the Gallant Pelham » pour son extraordinaire bravoure, dont les parents, le Dr Atkinson et Martha Mumford McGehee Pelham, résidaient dans le comté de Person voisin avant de déménager en Alabama. Les communautés, villes indépendantes et municipalités voisines voisines comprennent Danville, Eden, Ruffin, Yanceyville, Purley et Casville. 
Pelham reste la maison des Loyal White Knights, l'un des plus grands groupes KKK du pays. 